# Joseph Tuckerman

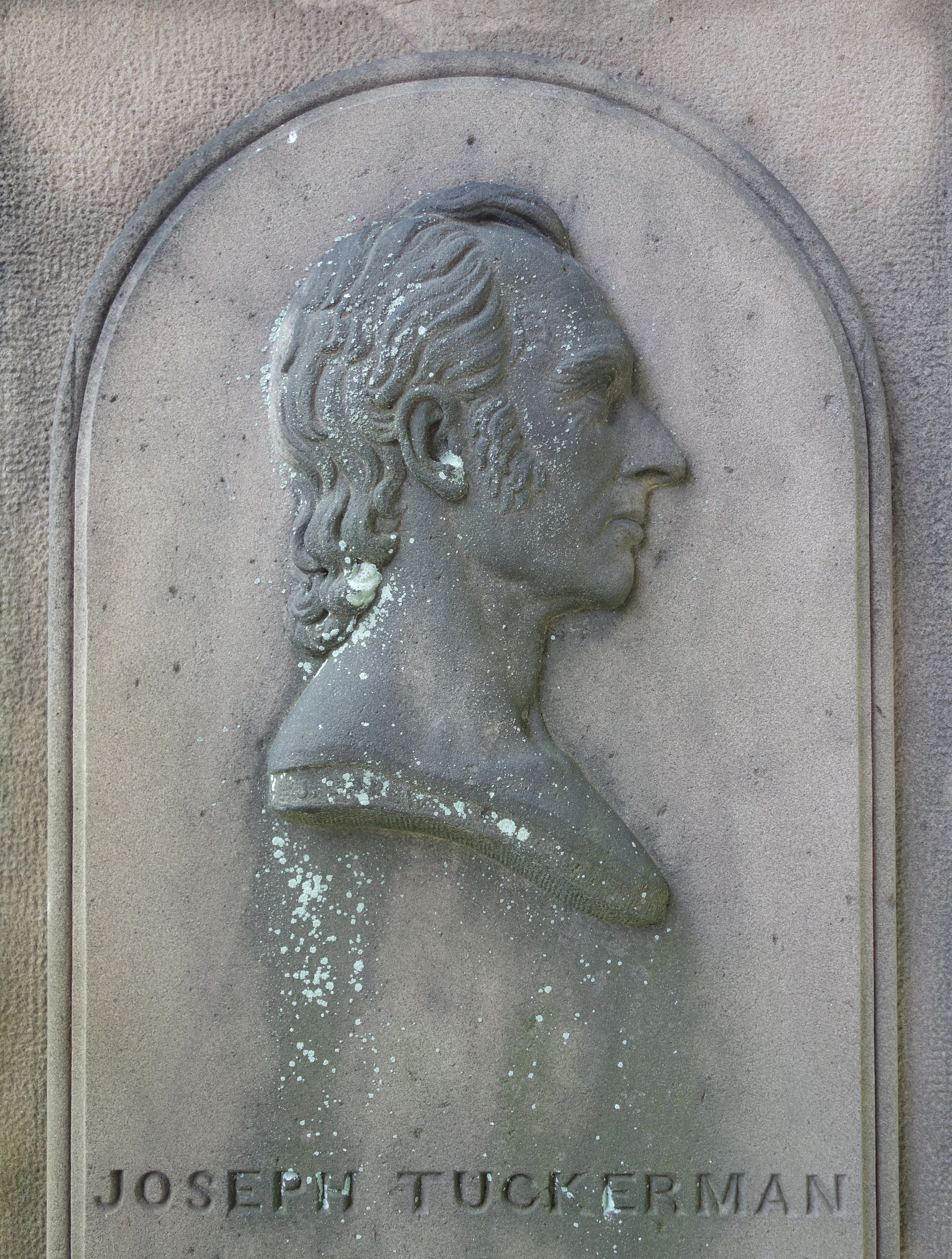
Joseph Tuckerman

Joseph Tuckerman (geboren am 18. Januar 1778 in Boston, Massachusetts; gestorben am 20. April 1840 in Havanna, Kuba) war ein amerikanischer unitarischer Geistlicher und Sozialreformer.

## Leben und Werk
Er wurde als Sohn des wohlhabenden Unternehmers Edward Tuckerman geboren und genoss eine gute Erziehung in den Schulen des Bostoner Establishments. 1795–1798 studierte er an der Harvard-Universität. Sein Zimmergenosse zu dieser Zeit war William Ellery Channing, der später als „Apostel des Unitarismus“ berühmt wurde und Tuckerman zeitlebens ein Freund und Weggefährte blieb. 1801 trat er in das unitarische Priesteramt ein und war bis 1826 Pfarrer der Hafenstadt Chelsea, Massachusetts, wo er sich vor allem der Seelsorge der Hochseematrosen und ihrer Familien annahm.
Nach seinem Rücktritt als Pfarrer wurde er von der kurz zuvor gegründeten und vor allem von Channing geleiteten Missionswerk American Unitarian Association zum Seelsorger für ganz Boston berufen. In dieser Funktion widmete er sich vor allem der Unterschicht Bostons, deren Armut mit der sich beschleunigenden Industrialisierung immer erdrückendere Ausmaße annahm. Neben der Missionsarbeit und der praktischen Armenfürsorge engagierte er sich auch in seiner zunehmenden Publikationsarbeit für die Sache der Verarmten. Den Ruf nach Reformen – unter anderem im Erziehungs-, Gefängnis- und Gesundheitswesen – verband er mit einem wissenschaftlichen Blick auf den Pauperismus und seine Folgen. Zwar zeitigten seine Schriften keine unmittelbaren politischen Folgen, doch wurde Tuckerman war neben Channing einer der Begründer des unitarischen Philanthropismus, der in den Jahrzehnten nach seinem Tod vor allem in Neuengland vielfach zu einem ethischen Leitfaden besonders der Oberschicht wurde.
In den letzten Jahren verschlechterte sich Tuckermans Gesundheitszustand zusehends; er starb 1840 auf einer Genesungsreise nach Kuba.